# Donato Ayma Rojas
Donato Ayma Rojas (Toledo, Oruro, 29 de octubre de 1941 - El Alto, La Paz, 23 de noviembre de 2016) fue un destacado comunicador en lenguas aymara y quechua, sociólogo, educador  y ex ministro de Educación de Bolivia.  Es reconocido por su trabajo en la promoción de la comunicación horizontal y alternativa y difundir mensajes de alfabetización, cuidado del medio ambiente y protección social.

## Biografía
Donato Ayma Rojas nació en la comunidad Untabi, del Ayllu Pumasarra, a orillas del Lago Poopó, en el municipio de Toledo, en el departamento de Oruro.  Fue parte de una familia aymara de nueve hermanos y padres dedicados a la cría de ganado y a la agricultura, actividades a las cuales Donato también se dedicó hasta su juventud.
Ayma tuvo como lengua materna al aymara, heredado de sus padres quienes eran hablantes del idioma. Su padre también era hablante quechua.
Cursó los primeros años de colegio en la escuela de la Comunidad Untabi; realizó la secundaria en el municipio de Toledo; y concluyó el bachillerato en el Colegio Nacional Casimiro Olañeta, en la ciudad de Oruro, en el turno nocturno, donde también trabajaba.
En 1981 comenzó la carrera de Comunicación Social en la Universidad Católica Boliviana San Pablo , de La Paz; pero incursionó en la comunicación en 1968, haciendo prácticas en Radioemisoras de Bolivia y educación popular, en Oruro; y redactando para el semanario Acción que tenía alcance en las zonas populares y el área rural.  El mismo año también inició el primer noticiero en aymara que se transmitió por Telesistema Boliviano, canal 2, de Oruro. 
Cursó la Carrera de Sociología en la Universidad Mayor de San Andrés, de La Paz.
Durante el ejercicio como comunicador social, Donato Ayma se dedicó a la producción y conducción de diversos programas de radios y televisión, en especial en lengua aymara. Formó como comunicadores a indígenas aymaras, a partir de lo que denominó como Nuevo Modelo de Comunicación. Este nuevo modelo reivindica el trabajo de los comunicadores indígenas que se expresan en su idioma propio y generan mensajes desde sus experiencias.

### Trayectoria profesional
Donato Ayma inició su trabajo en comunicación en 1968, en Radioemisoras de Bolivia y educación popular, como redactor en el semanario Acción, e impulsó el primer noticiero en aymara que se transmitió por Telesistema Boliviano, canal 2, de Oruro. 
Fue investigador del Instituto de Investigación Cultural para la Educación Popular (INDICEP).
Escribió para los periódicos paceños Presencia y El Diario; La Patria, de Oruro; y el periódico aymara Jaima, donde fue redactor en este idioma.
Trabajó en Radio San Gabriel Arcángel como responsable de noticias  difundidas y escritas en idioma aymara. Desde este medio de comunicación, además, impulsó labores sociales de comunicación, investigaciones en comunicación popular, comunicación participativa y  comunicación alternativa enfocadas en el pueblo aymara.
Ayma fue gestor del Centro de Educación y Comunicación para las Comunidades y Pueblos Indígenas (CECOPI), desde donde promovió el acceso y participación de la población aymara a los medios de comunicación masivos, como propuesta de democratización de la comunicación.
A partir del CECOPI, en 2006, Ayma fundó Radio Atipiri en el municipio de El Alto, como primera radio aymara dedicada a la comunicación popular, con la  difusión de información que afecta a las comunidades y barrios de El Alto.
Ejerció como Ministro de Educación durante el gobierno de Carlos Mesa, en el periodo 2003 - 2005.